# Эллис-Уотсон, Тейлор
Те́йлор Э́ллис-Уо́тсон (англ. Taylor Ellis-Watson; род. 6 мая 1993, Филадельфия, Пенсильвания, США) — американская легкоатлетка, специализирующаяся в спринтерском беге. Олимпийская чемпионка 2016 года в эстафете 4×400 метров.

## Биография
Начала заниматься лёгкой атлетикой в 12 лет в школе Springside High School в родной Филадельфии. Становилась чемпионкой штата, выходила в финал национальных соревнований. Установила рекорды школы на дистанциях 200, 400 метров и в эстафете 4×400 м.
В 2011 году поступила в Питтсбургский университет, где также была на ведущих ролях. Однако по прошествии 2 лет перешла в Университет Арканзаса в Фейетвилле вместе со своим тренером Крисом Джонсоном. В новой команде ей удалось добиться звания одной из быстрейших бегуний США на студенческом уровне. Тейлор регулярно становилась призёром в беге на 400 метров как на уровне Конференции, так и в национальном финале.
Настоящий прорыв произошёл в 2016 году. Она стала второй на чемпионате NCAA и зимой (с личным рекордом 51,51), и летом. Заняла четвёртое место на американском олимпийском отборе с личным рекордом 50,25, что дало ей право поехать на Олимпийские игры. Дебют за сборную в Рио-де-Жанейро пришёлся на предварительный забег в эстафете 4×400 метров, который американки выиграли и пробились в финал. Тейлор пробежала свой второй этап за 50,4. В финале вместо неё бежала другая спортсменка, но по регламенту Эллис-Уотсон также получила золотую медаль и стала считаться олимпийской чемпионкой.
В 2015 году получила степень бакалавра наук в области психологии, после чего продолжила обучение в аспирантуре по направлению клинической психологии (англ. Clinical and mental health counseling).
Имеет двух братьев (Райли и Дариус) и двух сестёр (Райана и Арианна).

## Основные результаты
| Год  | Турнир           | Место проведения         | Дисциплина       | Место      | Результат |
| ---- | ---------------- | ------------------------ | ---------------- | ---------- | --------- |
| 2016 | Олимпийские игры | Рио-де-Жанейро, Бразилия | эстафета 4×400 м | 1-е (заб.) | 3.21,42   |